# ダイノレックス
『ダイノレックス』(Dinorex)はタイトーから1992年にリリースされ稼動開始したアーケードゲーム。仙波隆綱がプロデュースした「ガンフロンティアプロジェクト三部作」の第三弾として開発されたが、最終的には正式なプロジェクト第三弾作品ではないとされた。本作に関する当時の制作状況などが仙波隆綱のサイトで綴られている。

## 概要
人と恐竜が共存していたと思われる世界で、アマゾネスの女王を得るのにふさわしい王「ダイノレックス」を決める戦いがあった。その方法は、手なずけた恐竜を他の候補者の恐竜と戦わせるというものである。敗者はプテラノドンに連れ去られるという過酷な勝負を制し、ダイノレックスになるものは誰か。
タイトルのとおり、いくつかある恐竜のうち一つを選んで操作する対戦型格闘ゲームである。フィールドの左右の幅が広く、吹き飛ばし攻撃を行った際、吹き飛ばされた恐竜に注視されることが一つの特徴である。それを利用して追い討ちを仕掛けるのも本作の醍醐味の一つである。なお、1Pおよび2Pの位置を入れ替えて戦うことは出来ない。
ゲームプレイ中のストーリーに関しては、候補者を目指す男がアマゾネスの女王のいる地アウヤンテプイを目指しながら他の候補者たちと対決していくというものである。ステージ間では、プレイヤーである候補者の視点が演出として表される。『ガンフロンティア』、『メタルブラック』と同様に演出がよくまとまっている作品である。
もともと海外に輸出することを前提として製作されたため、端から見れば洋ゲーの雰囲気を持つ。その後、諸事情により日本で販売することになった。日本で販売するにあたり、ヘリコプターを自機に変更したシューティングゲーム案もあったが、当時の『ストリートファイターII』ブームもあり対戦格闘ゲームとして開発が進められた。

## ゲームのルール
8方向レバー、2ボタン（パンチ、キック）で操作。デフォルト設定では3試合2本で勝利すれば次のステージへ進める。全7ステージ＋1。
一つの特徴として恐竜に雄たけびを上げさせてPowerを溜める事ができ、これを消費する事で吹き飛ばし攻撃、追い討ち攻撃を行う事ができる。

## 恐竜たち
- アロサウルス

ジュラ期に生息していた肉食恐竜。
- パキケファロサウルス

白亜紀に生息した草食恐竜。
- トリケラトプス

白亜紀に生息した草食恐竜。パキケファロサウルスと同じ。
- ケラトサウルス

ジュラ期前期に生息していたアロサウルスに近い肉食恐竜。
- スティギモロク

白亜紀に生息した草食恐竜で、パキケファロサウルス科に属する恐竜。
- ティラノサウルス

暴君竜の異名を持つ白亜紀最強の肉食恐竜。

## ボーナスステージ&サドンデス
ステージ2、4、6までクリアするとボーナスステージが始まる。演出は、候補者が変な夢を見たという感想から始まり、次にその夢での体験を見せる。その体験とは、20世紀アメリカの都市に自身の操作する恐竜が突然落ちてきて大暴れするというものである。このボーナスステージについてもある程度のストーリーがある。
また、ステージ7をクリアすると、候補者と現時点での王が直接対決するサドンデス（ステージ8）が始まる。これに勝利するとエンディングが見られる。サドンデスでのキャラクターは『ウォーリアーブレード』のグラフィックを一部流用し、また他社の対戦格闘ゲームのパロディも見られる。

## 移植版
| No. | タイトル                                   | 発売日         | 対応機種                      | 開発元     | 発売元     | メディア                              | 備考   | 出典              |
| --- | ------------------------------------------ | -------------- | ----------------------------- | ---------- | ---------- | ------------------------------------- | ------ | ----------------- |
| 1   | タイトーメモリーズII 上巻                  | 2007年1月25日  | PlayStation 2                 | タイトー   | タイトー   | DVD-ROM                               | -      | -                 |
| 2   | タイトーメモリーズII 上巻 エターナルヒッツ | 2008年6月26日  | PlayStation 2                 | タイトー   | タイトー   | DVD-ROM                               | 廉価版 | -                 |
| 3   | タイトーマイルストーン2                    | 2023年8月31日  | Nintendo Switch               | ハムスター | タイトー   | ゲームカード ダウンロード             | -      | [ 1 ] [ 2 ] [ 3 ] |
| 4   | ダイノレックス                             | 2023年11月16日 | PlayStation 4 Nintendo Switch | タイトー   | ハムスター | ダウンロード (アーケードアーカイブス) | -      | [ 4 ] [ 5 ] [ 6 ] |

アーケードアーカイブス版
「こだわり設定」にてアイテムを取得しやすく調整する事が可能。